# Claoxylopsis
Claoxylopsis es un género de plantas con flores perteneciente a la familia Euphorbiaceae. Es originario de Madagascar.

## Taxonomía
El género fue descrito por Jacques Désiré Leandri y publicado en Bulletin de la Société Botanique de France 85: 526. 1938[1939]. La especie tipo es: Claoxylopsis perrieri Leandri

## Especies aceptadas
A continuación se brinda un listado de las especies del género Claoxylopsis aceptadas hasta octubre de 2012, ordenadas alfabéticamente. Para cada una se indica el nombre binomial seguido del autor, abreviado según las convenciones y usos.
- Claoxylopsis andapensis Radcl.-Sm.
- Claoxylopsis perrieri Leandri
- Claoxylopsis purpurascens Radcl.-Sm.